# 11AD studios
11AD studios is een opnamestudio in Hollywood, Los Angeles, Californië. Alain Johannes is de eigenaar van de studio. Hij speelde in bands als Queens of the Stone Age en Them Crooked Vultures.
De studio is vooral bekend geworden omdat muzikanten uit de Palm Desert Scene hier nummers hebben opgenomen.

## Opnamen
(Selectie)
- 1997 - Various - A Very Special Christmas 3
- 1999 - Chris Cornell - Euphoria Morning
- 2000 - Eleven - Avantgardedog
- 2001 - No Doubt - Rock Steady
- 2001 - Various - Alpha Motherfuckers - A Tribute To Turbonegro
- 2001 - Various - Give The People What We Want : The Songs Of The Kinks
- 2001 - Desert Sessions - Desert Sessions 7 & 8
- 2002 - Chris Cornell - Euphoria Morning
- 2003 - Eleven - Howling Book
- 2003 - Mark Lanegan Band - Here Comes That Weird Chill (ep)
- 2004 - Mark Lanegan Band - Bubblegum
- 2004 - Eagles of Death Metal - Peace, Love, Death Metal
- 2006 - Eagles Of Death Metal - I Want You So Hard (Boy's Bad News) (single)
- 2006 - Eagles Of Death Metal - Death By Sexy...
- 2007 - Eagles Of Death Metal - Death By Sexy... (dvd)
- 2009 - Spinnerette - Spinnerette
- 2009 - Daisy McCrackin - The Rodeo Grounds
- 2010 - Sweethead - Sweethead
- 2011 - The Black Box Revelation - My Perception
- 2011 - Mark Lanegan Band - The Gravedigger's Song (single)
- 2012 - Soulsavers - The Light The Dead See
- 2012 - Soulsavers - The Light The Dead See
- 2012 - Mark Lanegan Band - Blues Funeral
- 2012 - Mark Lanegan Covers Karen Dalton - Same Old Man (single)
- 2012 - Soulsavers - The Light The Dead See
- 2013 - Mark Lanegan & Duke Garwood - Black Pudding
- 2013 - Soulsavers - The Light The Dead See (dvd)